# Silvesterkläuse

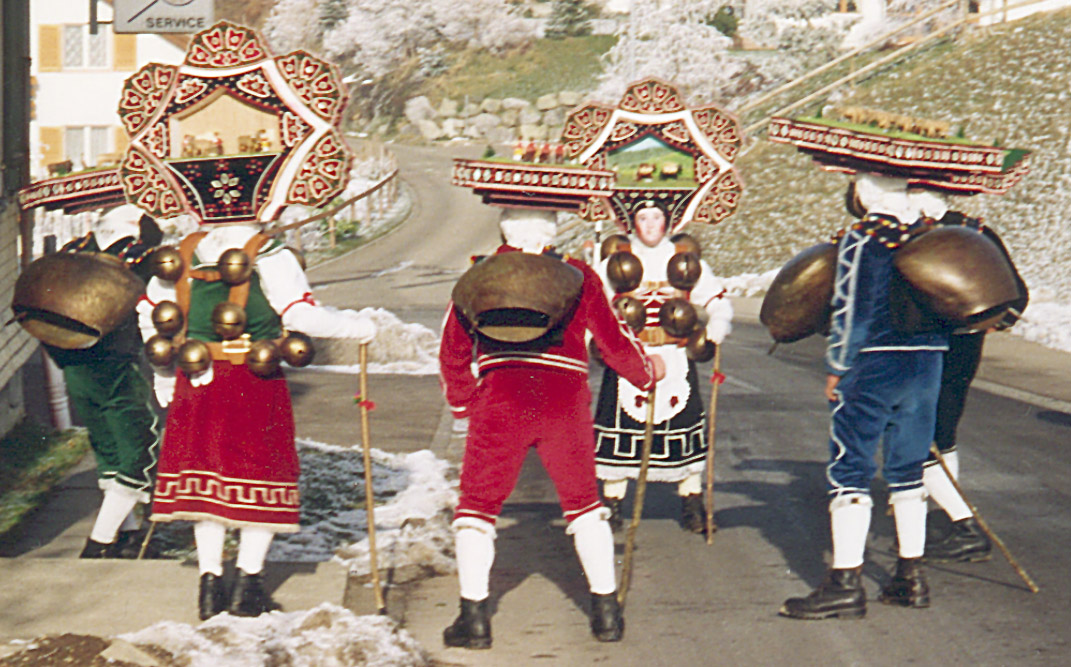
Silvesterkläuse a Schwellbrunn

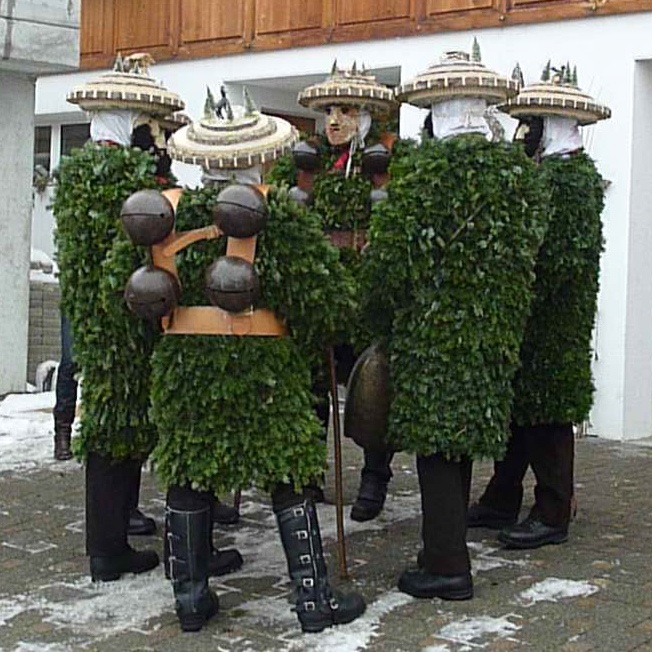
Silvesterkläuse a Urnäsch

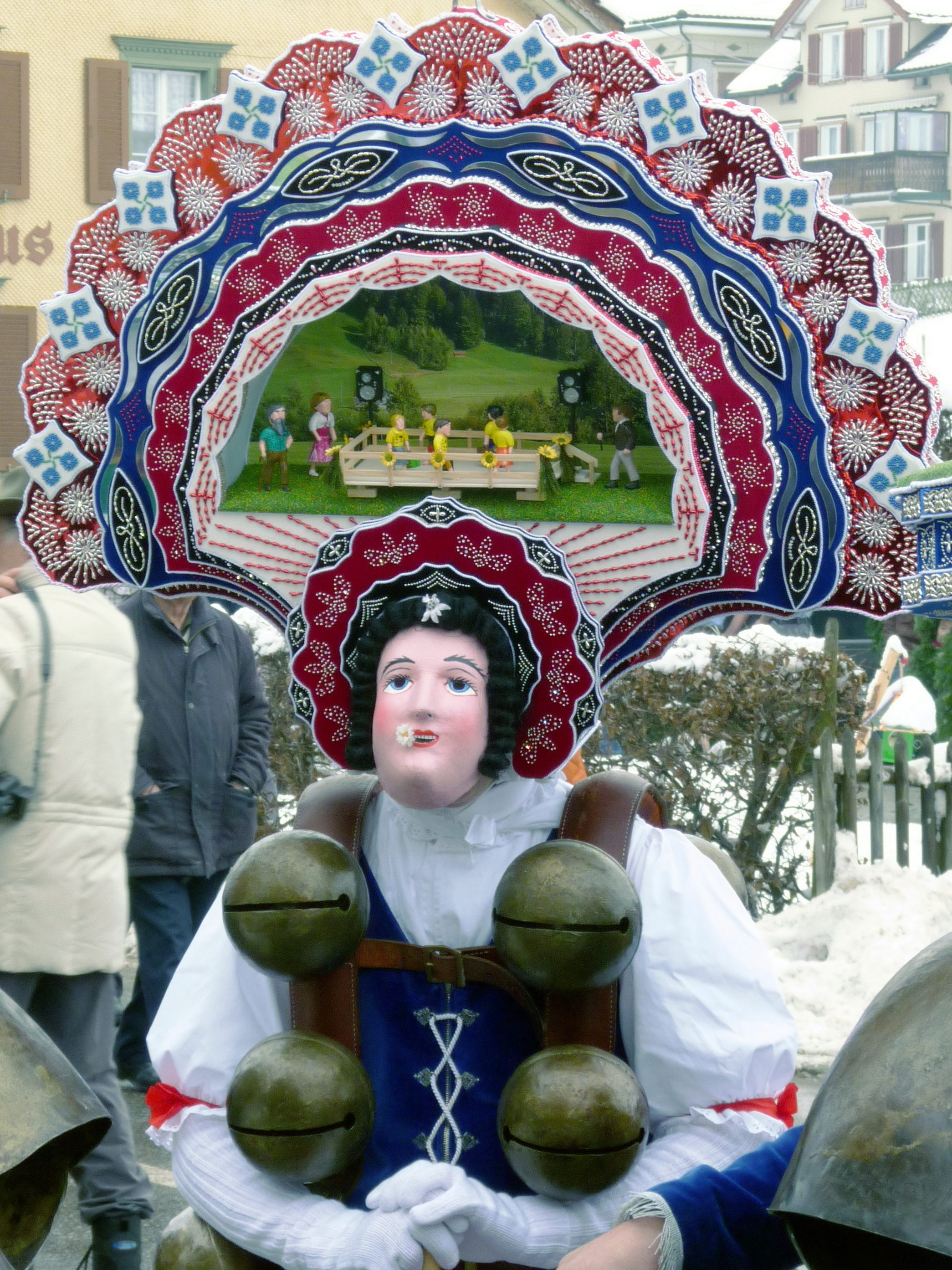
Lo Schöne, ovvero "il bel Klaus"

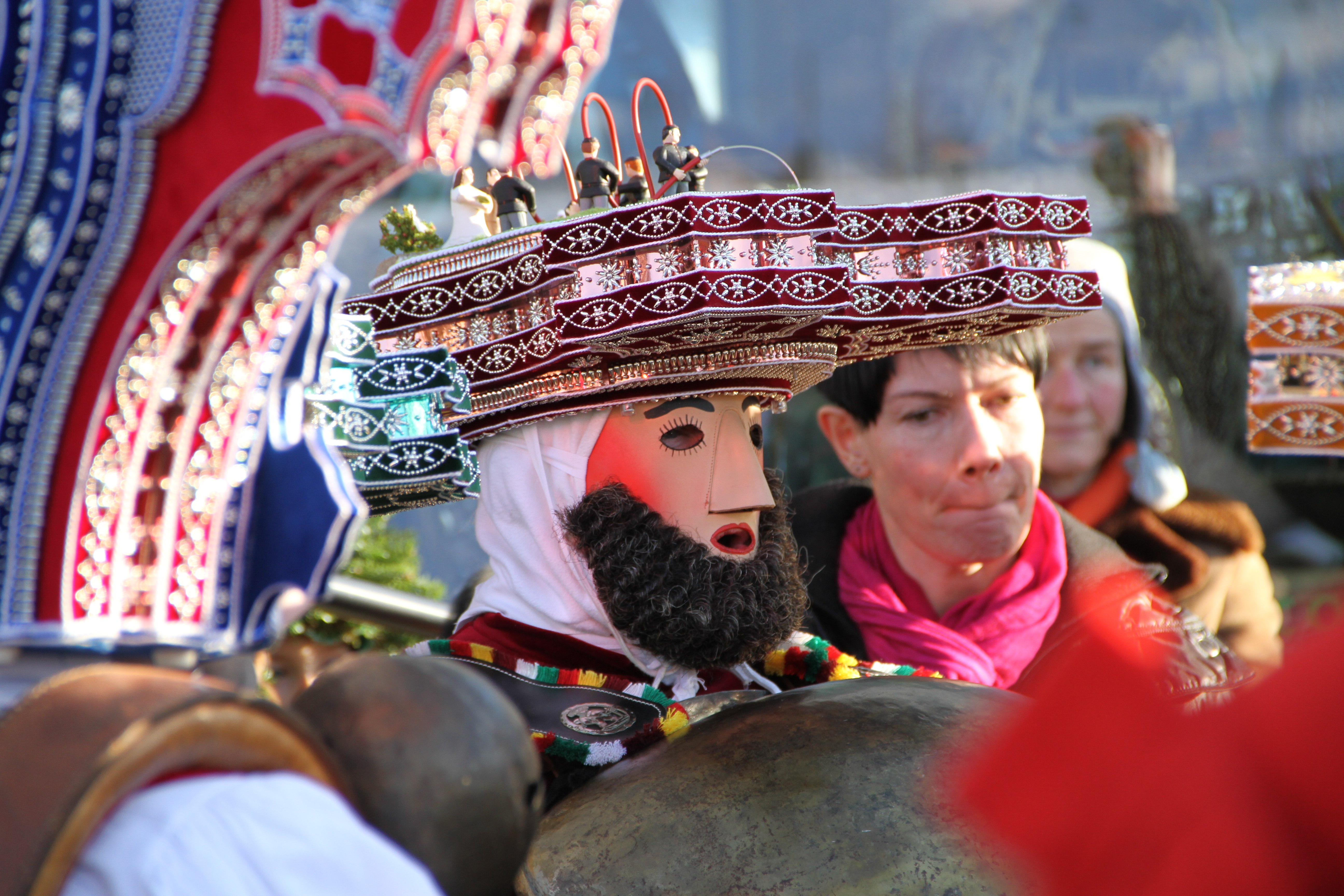
Uno Schöne a Urnäsch

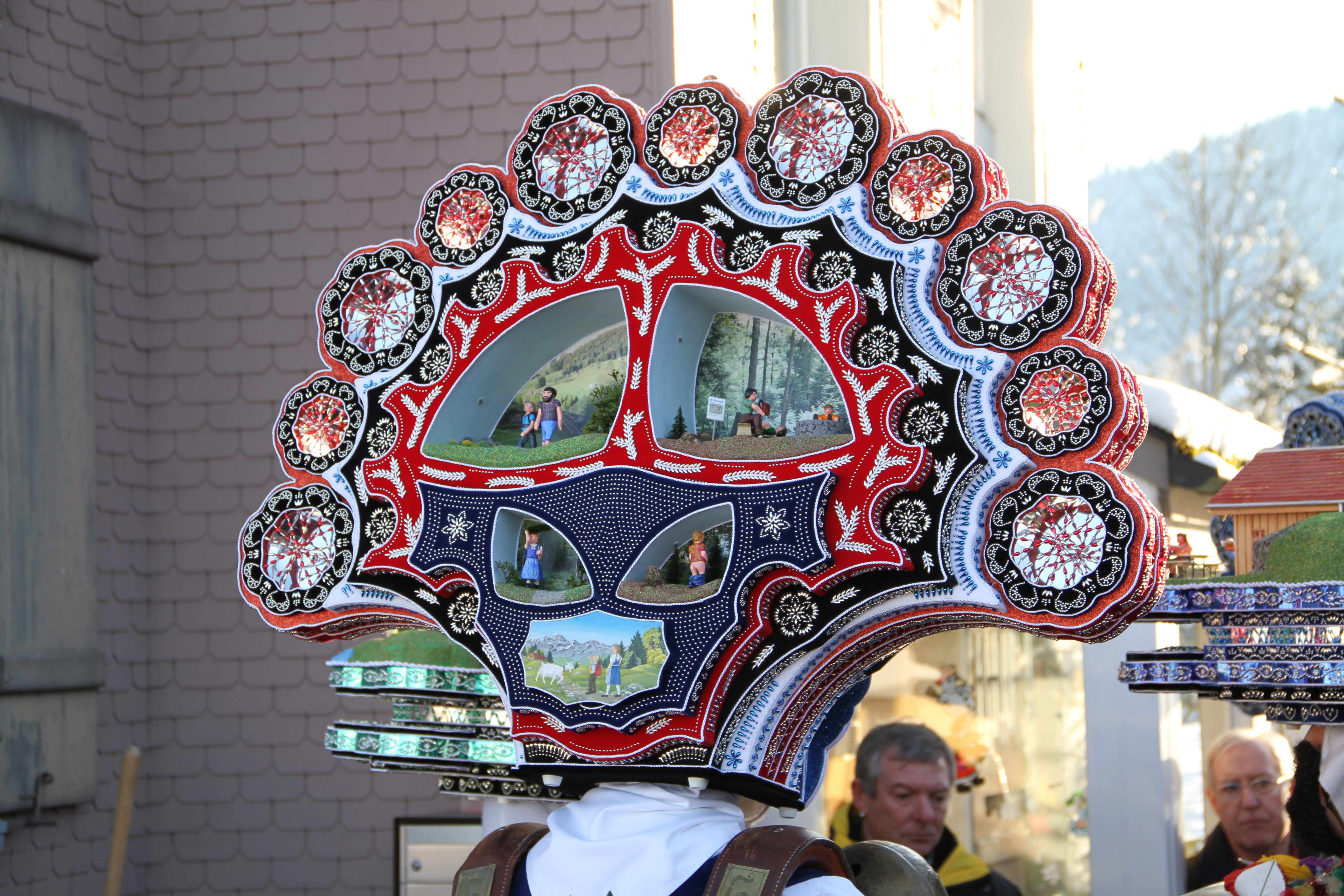
Il tipico copricapo di uno Schöne

I Silvesterkläuse (sing.: Silversterklaus) o Silvesterchläuse (sing.: Silvesterchlaus), chiamati anche Schelli o Schellechläuse, sono delle figure del folclore natalizio/invernale tipiche di alcune località (Herisau, Hundwil, Stein, Urnäsch, Waldstatt, Schwellbrunn) del Canton Appenzello Esterno, nella Svizzera nord-orientale, che compaiono annualmente da oltre 200 anni il 31 dicembre  (vigilia di Capodanno) e il 13 gennaio (vigilia di Capodanno secondo il calendario giuliano).

## Descrizione dell'usanza
Le persone camuffate da Silvesterkläuse vanno in giro di casa in casa in gruppi di sei, intonando per tre volte uno Zäuerli, ovvero un particolare tipo di jodel privo di parole, e augurano il buon anno.
Esistono tre gruppi di Silvesterkläuse ben distinti: gli Schöne, i Wüeschti e gli Schö-Wüeschti..
Gli Schöne, ovvero i "(Kläuse) belli", portano una maschera con occhi buoni e guance rosse. Due indossano il costume tradizionale femminile dell'Appenzello, in velluto e pizzi, con un grande cappello in cui è raffigurata una scena rurale, mentre gli altri quattro indossano abiti maschili e portano una grossa campana.
|  |

Coloro che appartengono invece al gruppo dei Wüeschti, ovvero il "brutto Klaus", indossano una maschera spaventosa ricoperta di pece con orbite e denti formate da ossa di animali e un abito costituito da pelli di capra ricoperto di rami, corteccia e muschio.
Gli Schö-Wüeschti, ovvero i "Kläuse meno brutti", detti anche "uomini-albero", sono, come i Wüeschti, rivestiti di rami, corteccia e muschio, ma hanno un aspetto meno spaventoso..
A indossare tali costumi sono solamente gli uomini.
|  |

## Origini
L'usanza rappresenta la lotta tra Bene e Male, Fortuna e Disgrazia, Prosperità e Fame. Si tratta di un'usanza di origine pre-cristiana, che in anticamente doveva servire a propiziare il risveglio della natura e il buon raccolto.
L'usanza è inoltre ricollegata alla questua.
La data del 13 gennaio come ricorrenza della vigilia di Capodanno ricorda il rifiuto protrattosi per molto tempo di alcuni cantoni protestanti di accettare la riforma del calendario voluta nel 1582 da Papa Gregorio XIII. La differenza temporale fra una stessa data nei due calendari è infatti di 13 giorni.